# Isochromodes terminata
Isochromodes terminata là một loài bướm đêm trong họ Geometridae.